# Parc Pierre-Schneiter
Le parc Pierre-Schneiter est un jardin de Reims arboré, très fleuri, disposant d'une cascade, d'une roseraie et d'une orangerie.
Les Rémois l’appellent « parc de la mariée » ou « parc des mariés » car, pendant la saison des mariages, il est coutumier de faire des photos souvenirs du mariage dans ce parc.
Il porte le label de Jardin remarquable.

## Historique
En avril 1960, la municipalité de Reims, soucieuse de proposer aux Rémois de nouveaux loisirs et de favoriser le tourisme régional, décide la création d’un parc zoologique et d’attractions, boulevard Roederer, dans l’ex-jardin école de la Société d’horticulture. Les travaux sont menés très rapidement, des centaines de mètres carrés de terre sont retournés, on creuse un mini-bassin artificiel. Des cages métalliques sont installées pour abriter Golo, l’ours brun d’Himalaya, pour Mangabby, Drill, Rhénus et Callitrèche, les singes.

## Activités
Chaque été, une exposition florale à thème est organisée (exemple : « Pleine fleur sur le TVG », 2007 ; « À fleur d'eau », 2008 ).

## Particularités
Le parc Pierre-Schneiter abrite :
- un pavillon néoclassique appelé familièrement « Le Trianon », siège de la Société d’horticulture ;
- un majestueux lion en bronze, réplique d’une sculpture d’Antoine-Louis Barye, trône au jardin d’horticulture, initialement placé au jardin du musée des Beaux-Arts ;
- une petite cascade et une pièce d’eau ;
- un petit pont avec des moulures en ciment à décor naturaliste simulant le bois attribué à Édouard Redont ;
- de nombreux arbres et arbustes de collection dont un cryptoméria du Japon, un érable plane panaché, un fau de Verzy (élu « plus bel arbre de Reims » en 2021[2]), cerisier à fleurs, sapin d’Espagne, chêne rouvre fastigié, arbre aux mouchoirs, marronnier rouge. Une grande partie des sujets est étiquetée.

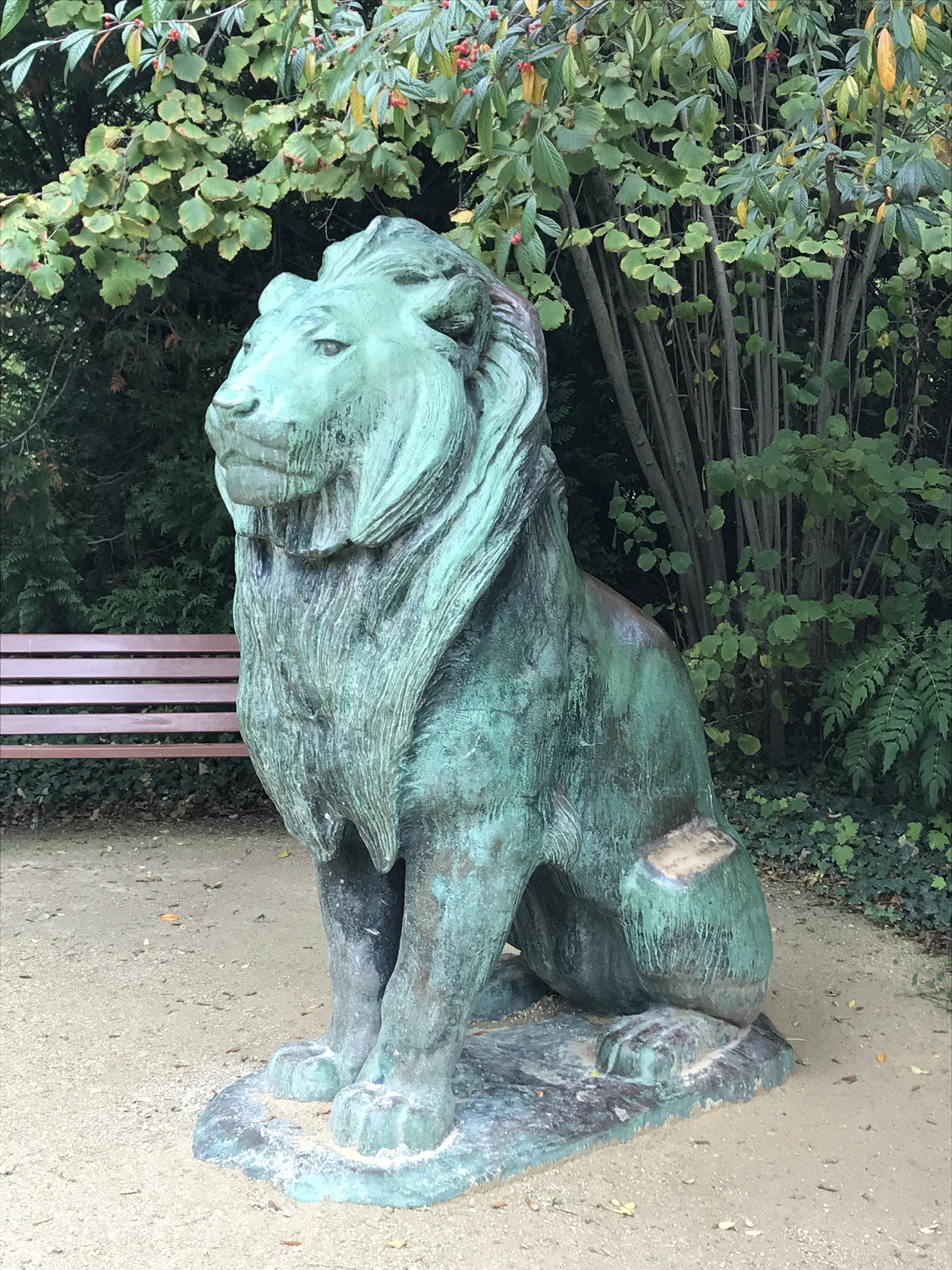
Lion assis d'Antoine Louis Barye.
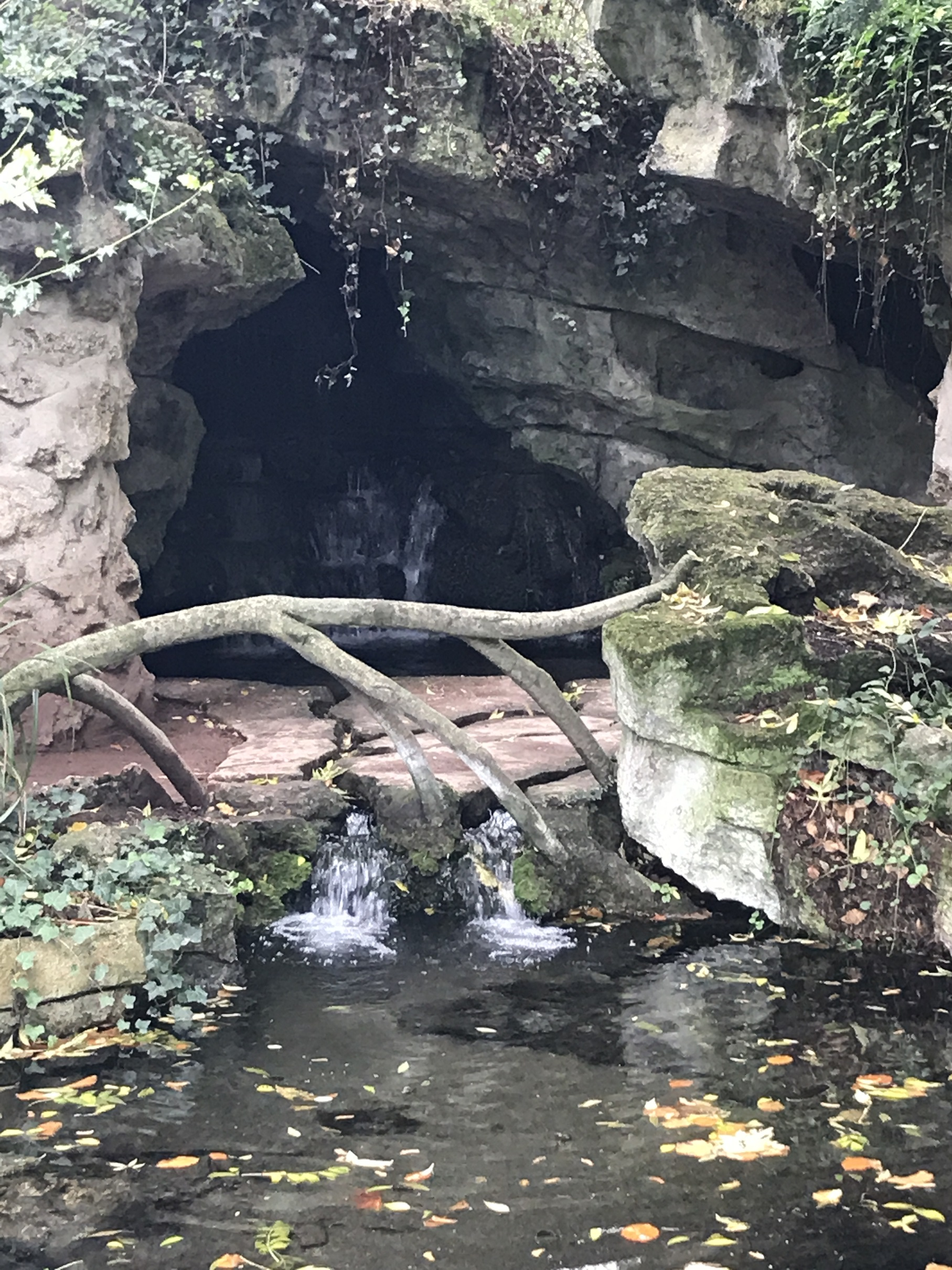
Cascade du parc Pierre-Schneider.
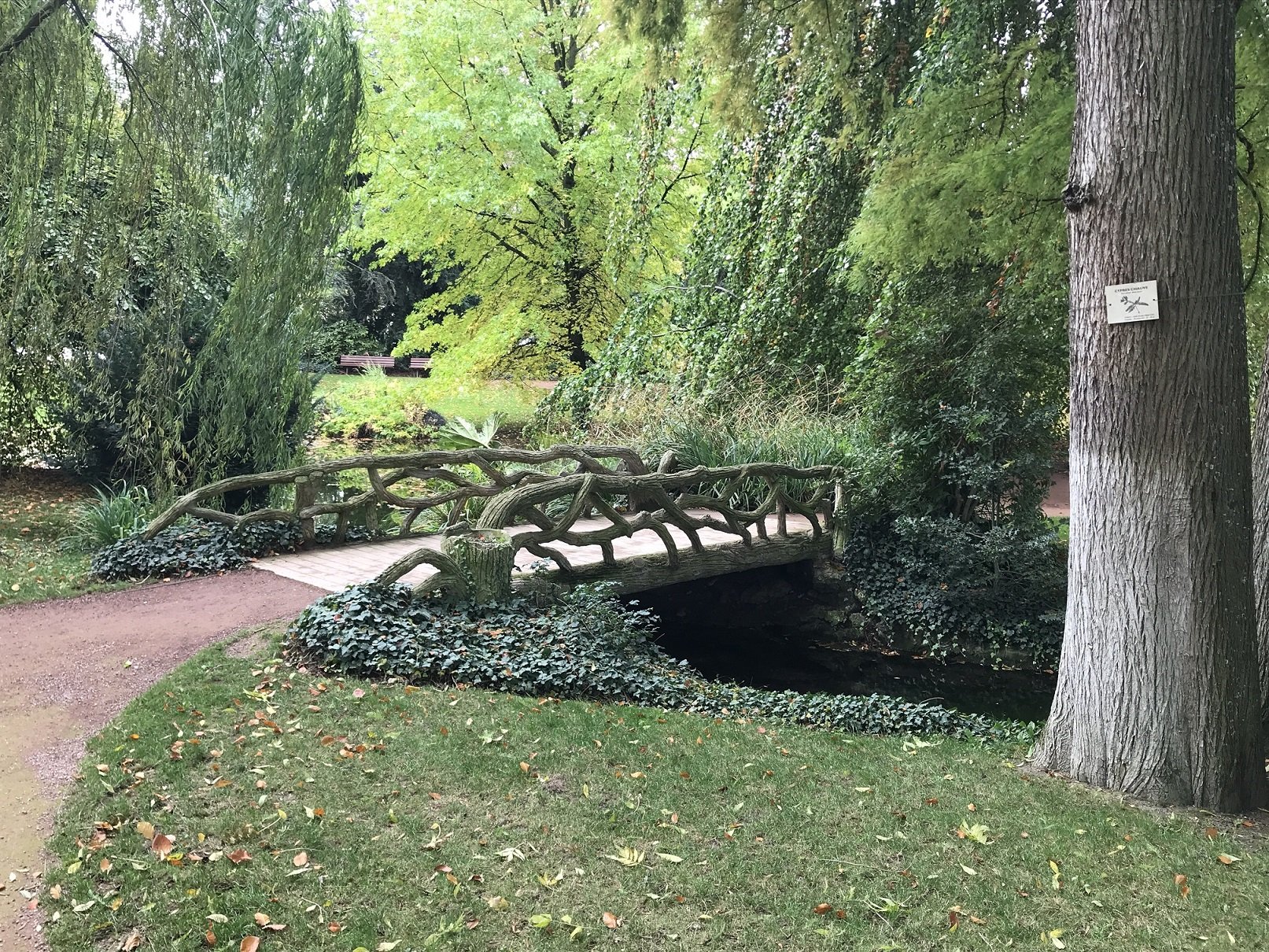
Pont avec des moulures en ciment.

## Équipements
Le parc Pierre-Schneiter comprend :
- une aire de jeux pour enfants ;
- des toilettes publiques actuellement fermées.